# The Sims 4
The Sims 4 é um jogo eletrônico de simulação social de 2014 desenvolvido pela Maxis e publicado pela Electronic Arts. É o quarto título principal da série The Sims e é a sequência de The Sims 3 (2009). The Sims 4 foi anunciado em 6 de maio de 2013 e lançado em setembro de 2014 para Microsoft Windows; versões para macOS, PlayStation 4 e Xbox One foram lançadas posteriormente em 2015 e 2017.
The Sims 4 se concentra em suas ferramentas aprimoradas de criação de personagens e construção de casas, bem como em uma simulação mais profunda no jogo com os novos sistemas de emoção e personalidade para os Sims. O The Sims 4 recebeu muitos pacotes de conteúdo para download pago desde seu lançamento. Dezesseis pacotes de expansão, doze "pacotes de jogos", dezoito "coleções de objetos", dezesseis "kits" e seis "kits de criadores" foram lançados; o pacote de expansão mais recente é o Businesses & Hobbies, lançado em 06 de março de 2025. Além disso, muitas atualizações gratuitas foram lançadas ao longo da vida útil do jogo que incluem principais recursos e adições ao jogo, como adição de piscinas, opções de personalização de personagens, e ferramentas de terreno.
O jogo recebeu críticas mistas após seu lançamento, com a maioria das críticas direcionadas à falta de conteúdo e recursos ausentes em comparação com as entradas anteriores da série.

## Jogabilidade
The Sims 4 é um videogame estratégico de simulação social, semelhante aos títulos anteriores da série. Não há objetivo ou meta principal a ser alcançado e, em vez de cumprir objetivos, o jogador é incentivado a fazer escolhas e se envolver totalmente em um ambiente interativo. O foco do jogo está nas vidas simuladas de pessoas virtuais chamadas "Sims", e o jogador é responsável por direcionar suas ações, atender suas necessidades e ajudá-los a alcançar seus desejos. Os jogadores controlam sua vida e exploram diferentes personalidades que mudam a maneira como o jogo se desenrola. "Simoleon" (§) é a unidade monetária usada no jogo. Os jogadores podem jogar com Sims e famílias preexistentes ou criar os seus próprios no Criar-um-Sim.
Os Sims ganham dinheiro principalmente conseguindo um emprego ou vendendo itens artesanais, como pinturas e produtos de jardinagem. Os Sims precisam desenvolver habilidades para trabalhos e itens de artesanato, por exemplo, Sims na carreira Culinária precisam ser proficientes na habilidade Culinária. Os jogadores podem colocar seus Sims em casas pré-construídas ou construir e mobiliar casas no modo Construir, depois carregá-los em uma troca online chamada Galeria. Complementos opcionais e pacotes de expansão expandem o número de recursos, ferramentas e objetos disponíveis para jogar.
Similar aos jogos anteriores, jogadores sentem-se compelidos a criar desafios no jogo. Um dos desafios mais famosos e prevalentes é o Desafio do Legado, que consiste no jogador criar um único Sim e tentar criar uma linhagem que dure até a décima geração.

### Criar-um-Sim
Criar-um-Sim é a interface principal para criar Sims no The Sims 4, e foi significativamente alterada em relação aos jogos anteriores do The Sims. Os controles deslizantes para ajustar as características faciais e corporais são removidos e substituídos pela manipulação direta do mouse. Ao clicar, arrastar e puxar com o mouse, os jogadores podem manipular diretamente as características faciais e corporais de um Sim, como partes do corpo como abdômen, peito, pernas, braços e pés. Seleções de designs pré-fabricados de Sims estão disponíveis para escolha e variam em formato de corpo e etnia.
O jogo base inclui mais de 40 penteados para homens e mulheres. Há mais de 18 opções de cores para penteados e as opções de Sims pré-fabricados pela Maxis contém diversas variações de corpos e etnicidades.
Os Sims têm oito estágios de vida: recém-nascido, bebê de colo, bebê, criança, adolescente, jovem adulto, adulto e idoso. Todos os estágios da vida podem ser criados no Criar-um-Sim, com exceção dos recém-nascidos. Os bebês estavam ausentes do lançamento original do jogo, mas foram adicionados por meio de uma atualização em 2017. Os bebês de colo foram a adição mais recente dentre os estágios de vida, sendo adicionados por meio de uma atualização em 2023
Cada Sim tem três traços de personalidade e uma aspiração contendo seu próprio traço especial. Traços formam a personalidade de um Sim e afetam significativamente o comportamento e as emoções de um Sim. As aspirações são metas para toda a vida dos Sims, os Sims recebem uma característica de recompensa por completar uma aspiração, o que lhes dá uma vantagem em ações relevantes para a aspiração. Os Sims também podem ter gostos e desgostos que determinam a estética e as atividades que os Sims preferem.
Existem penteados, com várias opções de cores de cabelo, tanto para Sims masculinos quanto femininos. Todas as opções de roupas estão disponíveis em todas as roupas, e os jogadores podem ter até cinco roupas por categoria. Há um painel de filtros onde as opções de roupas podem ser classificadas por cor, material, categoria de roupa, escolha de moda, estilo, conteúdo e pacotes.
As opções de gênero para os Sims foram expandidas em uma atualização de 2016, permitindo maior liberdade de expressão de gênero. Com esta atualização, penteados e roupas podem ser usados por qualquer Sim de qualquer sexo, e a gravidez agora é possível independentemente do sexo. A diversidade de tons de pele no jogo foi bastante expandida em uma atualização de 2020. Com esta atualização, as cores de pele dos Sims são definidas dividindo-as em tons quentes, neutros e frios, e a transparência e saturação dos tons de pele e cores de maquiagem podem ser ajustadas para a cor desejada pelo jogador.

### Modo Construção
O Modo Construção é a interface principal para construir e mobiliar casas e lotes no The Sims 4. O Modo Compra, a interface para comprar móveis de casas em jogos anteriores, é mesclado no Modo Construção. Alguns itens bloqueados podem ser desbloqueados através da progressão dos níveis de carreira ou truques.
The Sims 4 apresenta um Modo Construção baseado em sala renovado. Prédios e cômodos inteiros podem ser movidos por um lote, incluindo todos os objetos, revestimentos de piso e parede, portas e janelas. Há também uma função de pesquisa para pesquisar objetos do Modo Construção. Existem quartos pré-fabricados que podem ser colocados instantaneamente. As alturas das paredes podem ser ajustadas. Os jogadores também podem colocar quartos totalmente mobiliados em vários estilos. Piscinas e lagos podem ser construídos com suas respectivas ferramentas.
As paredes agora podem ter três alturas diferentes, a serem definidas para cada nível de um edifício. As janelas podem ser movidas para cima ou para baixo verticalmente ao longo de uma parede. As janelas também podem ser adicionadas automaticamente às salas e ajustadas pelo jogador conforme necessário. As colunas se esticam ou se contraem automaticamente para corresponder à altura das paredes em um determinado nível e podem ser adicionadas às grades. As fundações podem ser adicionadas ou removidas de um edifício, e a altura da fundação pode ser ajustada. Meias paredes podem ser construídas, em várias opções de altura. Escadas em forma de L e U podem ser construídas, assim como escadas. Plataformas podem ser construídas para ajustar a altura do piso de uma sala.

### Galeria
A Galeria é uma troca online de conteúdo gerado por jogadores no The Sims 4. Ela permite que os jogadores compartilhem Sims, famílias, casas, quartos e construções com outros jogadores, e permite que os jogadores baixem criações de outros jogadores dentro do jogo. Ao contrário das redes Exchange em títulos anteriores, a Galeria é totalmente integrada ao The Sims 4, e o conteúdo pode ser adicionado à Galeria diretamente de dentro do jogo ou baixado e usado imediatamente no jogo. A Galeria também pode ser acessada pelo site do The Sims 4 ou pelo aplicativo móvel extinto. A Galeria foi disponibilizada para as versões PlayStation 4 e Xbox One do The Sims 4 em 2020.

### Mundos
| Mundo                  | Pacote associado                       |
| ---------------------- | -------------------------------------- |
| Willow Creek           | Jogo base                              |
| Oasis Springs          | Jogo base                              |
| Newcrest               | Jogo base (através de uma atualização) |
| Granite Falls          | Retiro ao Ar Livre                     |
| Magnolia Promenade     | Ao Trabalho                            |
| Windenburg             | Junte-se à Galera                      |
| San Myshuno            | Vida na Cidade                         |
| Forgotten Hollow       | Vampiros                               |
| Selvadorada            | Aventuras na Selva                     |
| Brindleton Bay         | Gatos e Cães                           |
| Del Sol Valley         | Rumo à Fama                            |
| StrangerVille          | StrangerVille                          |
| Sulani                 | Ilhas Tropicais                        |
| Glimmerbrook           | Reino da Magia                         |
| Britechester           | Vida Universitária                     |
| Evergreen Harbor       | Vida Sustentável                       |
| Batuu                  | Star Wars: Jornada para Batuu          |
| Monte Komorebi         | Diversão na Neve                       |
| Avelândia do Norte     | Vida Campestre                         |
| Copperdale             | Vida no Ensino Médio                   |
| Tartosa                | Histórias de Casamento                 |
| Moonwood Mill          | LobiSims                               |
| San Sequoia            | A Aventura de Crescer                  |
| Serra das Castanheiras | Tomando as Rédeas                      |
| Nordhaven              | Ócio e Negócios                        |

No The Sims 4, um mundo é uma coleção de vizinhanças individuais dentro de um único mapa jogável. Sims podem visitar mundos diferentes sem precisar mudar de casa, e Sims de famílias inativas podem ocasionalmente ser vistos visitando outros mundos. A maioria dos lotes pode ser visitada diretamente do mapa e terá uma atribuição de lote exclusiva. Lotes secretos não podem ser visitados a partir do mapa e só podem ser acessados interagindo com as comodidades do bairro ou por meio de carreiras ativas. Mundos adicionais são introduzidos no jogo por meio de atualizações, pacotes de expansão e "pacotes de jogo".
Ao contrário do The Sims 3, o The Sims 4 não possui um recurso de mundo aberto, e viajar entre lotes exigirá uma tela de carregamento. Os bairros, no entanto, permitem algumas funcionalidades de mundo aberto, permitindo que os Sims explorem livremente dentro dos limites do bairro. Alternar entre mundos também traz uma tela de carregamento; os jogadores podem pular entre os mundos entrando na visualização do mapa ou usando o telefone para viajar.
The Sims 4 vem com três mundos: Willow Creek – um mundo inspirado em Nova Orleães, Oasis Springs – um mundo inspirado no sudoeste dos Estados Unidos e Newcrest – um mundo contendo lotes em branco gratuitos para o jogador construir. Mundos adicionais estão incluídos em pacotes de expansão e pacotes de jogo, com o mundo adicionado geralmente sendo um recurso central do pacote. Por exemplo, Ilhas Tropicais apresenta um mundo insular tropical chamado Sulani, Aventuras na Selva apresenta um mundo de férias inspirado na América Latina chamado Selvadorada, Junte-se à Galera apresenta um mundo inspirado na Europa chamado Windenburg e Diversão na Neve apresenta um mundo montanhoso de inspiração japonesa coberto de neve chamado Monte Komorebi.

### Emoções
Emoção é uma mecânica de jogo introduzida no The Sims 4. Ela se baseia no sistema de humor dos Sims em títulos anteriores, mas é mais facilmente afetada por eventos no jogo e interações sociais com outros Sims. Modificações de humor positivas e negativas (um tipo de buff) influenciam a emoção atual de um Sim. O estado emocional atual de um Sim é mostrado no canto inferior esquerdo da tela durante o jogo.
Existem várias gamas de emoções. Os Sims podem atingir um estágio de uma emoção e depois progredir para um segundo estágio mais extremo da mesma emoção. Algumas emoções podem levar a um terceiro estágio, que é um estágio emocional extremo que pode levar à morte emocional, se a emoção extrema não for resolvida.

## Desenvolvimento
O desenvolvimento do The Sims 4 começou como um título multiplayer online, sob o título provisório de "Olympus". Foi planejado para incorporar a jogabilidade multiplayer online, como parte do plano da editora Electronic Arts (EA) de lançar mais títulos multiplayer online. O presidente da EA, Frank Gibeau, declarou em 2012: “Eu não dei luz verde a um jogo para ser desenvolvido como uma experiência para um jogador. Hoje, todos os nossos jogos incluem aplicativos online e serviços digitais que os tornam ao vivo 24/7/365.”
No entanto, esses planos foram alterados após a recepção negativa do lançamento do SimCity em março de 2013, também desenvolvido pela Maxis, que foi atormentado por problemas técnicos e de jogabilidade generalizados relacionados à conexão de rede obrigatória do jogo. Como resultado, o desenvolvimento do The Sims 4 voltou a ser um título para um jogador. A mudança no formato ocorreu relativamente tarde no desenvolvimento - uma versão alternativa do site promocional vazou em agosto de 2013 indicou que as funções online ainda estavam presentes, e restos dessa funcionalidade online planejada permanecem nos arquivos do jogo. Uma conexão com a Internet é necessária apenas durante o processo de instalação inicial, para ativação do jogo com uma conta Origin.
O compositor neoclássico britânico Ilan Eshkeri compôs a trilha sonora orquestral do jogo, que foi gravada no Abbey Road Studios e interpretada pela London Metropolitan Orchestra.
As versões para Windows e macOS do The Sims 4 têm amplo suporte a mods, conforme a tradição na série principal do The Sims. Existem dois tipos de mods: mods de script e conteúdo personalizado. Os mods de script são escritos em Python, geralmente modificando ou adicionando mecânicas de jogo. Há também uma grande variedade de conteúdo personalizado disponível, como penteados personalizados, roupas, tons de pele e móveis. O jogo foi atualizado do Python 3.3.5 para 3.7.0 em uma atualização de 2018, que quebrou a compatibilidade com os mods de script existentes. Todos os mods de script incompatíveis devem ser atualizados para a atualização.

## Marketinge lançamento
Em maio de 2013, a Electronic Arts confirmou que The Sims 4 estava em desenvolvimento e seria lançado em 2014. The Sims 4 foi oficialmente revelado através de demos de jogabilidade e trailers de lançamento em agosto de 2013 na Gamescom.
Em 14 de maio de 2014, o produtor Ryan Vaughan revelou outro trailer do Criar-um-Sim no YouTube. Isso incluiu uma prévia de como os Sims pré-fabricados seriam no The Sims 4. A equipe de desenvolvimento revelou outro trailer em 28 de maio de 2014, que mostrava os novos recursos do Modo Construção. Imagens adicionais do jogo e a data de lançamento foram reveladas na Electronic Entertainment Expo (E3) em 9 de junho de 2014, e a data de lançamento norte-americana do jogo em 2 de setembro de 2014 foi anunciada. The Sims 4 foi lançado posteriormente em 4 de setembro de 2014, na União Europeia, Austrália e Brasil.
Uma demonstração jogável gratuita do recurso Criar-um-Sim foi disponibilizada para download em 12 de agosto de 2014.
A EA anunciou uma colaboração em 2019 com o designer italiano Moschino. A colaboração inclui uma coleção de roupas de pixel art inspiradas na franquia e uma coleção de objetos com o tema Moschino. Uma série de TV de reality de competição, The Sims Spark'd, estreou na TBS em 17 de julho de 2020, apresentando doze participantes de canais populares do YouTube na comunidade The Sims. Os participantes são encarregados de desafios no The Sims 4 para criar personagens e histórias seguindo os temas e limitações do desafio.
O festival de música "Sims Sessions" foi um evento de tempo limitado realizado de 29 de junho a 7 de julho de 2021, acessível em uma área especial no mundo do jogo. Os cantores Bebe Rexha, o vocalista do Glass Animals Dave Bayley e Joy Oladokun gravaram versões em Simlish de suas músicas "Sabotage", "Heat Waves" e "Breathe Again", respectivamente, para suas performances no jogo durante o evento.

## Recepção
The Sims 4 recebeu críticas mistas dos críticos após o lançamento. O site agregador de comentários Metacritic deu ao The Sims 4 uma pontuação de 70% com base em 74 comentários, indicando "críticas mistas ou médias". As versões para PlayStation 4 e Xbox One, lançadas em 2017, receberam uma pontuação de 66%.
Muitos revisores criticaram a falta de recursos e conteúdo ausente do The Sims 4 em comparação com os títulos anteriores, particularmente o Criar-um-Estilo do The Sims 3 e os recursos de mundo aberto. Telas de carregamento e falhas frequentes também foram mencionadas. Lee Cooper da Hardcore Gamer descreveu The Sims 4 como uma "experiência desanimada embrulhada em um pacote limpo e bonito". Jim Sterling do The Escapist notou uma "falta geral de engajamento" e declarou que "The Sims 4 é basicamente The Sims 3, mas encolhido e estéril". Kevin VanOrd da GameSpot afirmou: "O maior problema do The Sims 4 é que o The Sims 3 existe".  Kallie Plagge, da IGN, ficou desapontada com a falta de "objetos legais" no lugar do conteúdo ausente, concluindo: "é um bom começo para o que pode eventualmente ser expandido para um ótimo jogo Sims, mas ainda não está lá". Nick Tan, da Game Revolution, descreve o jogo como um "estudo de caso para aversão à perda", observando a frustração entre os fãs de Sims devido à falta de recursos e conteúdo, concluindo que o jogo é "lamentavelmente incompleto, apesar de ser inesperadamente sólido e divertido em seu estado atual."
No lado positivo, os críticos elogiaram os novos sistemas de emoção e multitarefa do jogo, design visual, Modo Construção renovado e o recurso Galeria. Plagge da IGN afirmou que ela não precisava microgerenciar as interações dos Sims com o sistema multitarefa, e descreveu as melhorias do Modo Construção como "universalmente excitantes". Cooper da Hardcore Gamer descreveu o novo Criar-um-Sim como uma "verdadeira miscelânea de opções", apesar da falta do Criar-um-Estilo. VanOrd da GameSpot elogiou o design visual e de áudio, e a combinação dos sistemas de emoção e multitarefa como um "puro deleite". Tan da Game Revolution observou a qualidade "inacreditável" das animações dos personagens, o intuitivo Criar-um-Sim, e afirmou que o recurso Galeria é "rápido e descomplicado". Chris Thursten da PC Gamer destacou o novo estilo gráfico, melhores animações e afirmou que o sistema de emoção "muda a sensação e o fluxo do jogo". Alexander Sliwinski da Joystiq elogiou a nova função de busca no Modo Construção.

### Vendas e receita
The Sims 4 teve 36 milhões de jogadores em todo o mundo em todas as plataformas em 2021 e gerou mais de $1 bilhão em receita total em 2019. A NetBet divulgou uma pesquisa em 2021 sobre dados de receita de videogames, estimando que o The Sims 4 arrecada $462 milhões anualmente.
No lançamento, The Sims 4 foi o primeiro jogo para PC a liderar as paradas de videogame de todos os formatos em dois anos. Em 2018, a EA informou que o jogo tinha 10 milhões de jogadores. Em 2020, o jogo tinha um total de 20 milhões de jogadores e 10 milhões de usuários ativos mensais.

## Controvérsias

### Recursos ausentes
No início do processo de desenvolvimento, foi revelado que o Criar-um-Estilo, um recurso de personalização de cores introduzido no The Sims 3, não seria adicionado ao The Sims 4, em vez de outros recursos. Maxis anunciou através de uma série de tweets que o jogo seria lançado com uma versão "despojada" da progressão da história (uma mecânica de jogo controlando a autonomia da vizinhança), e que porões, mercearias, escolas e locais de trabalho não seriam apresentados no  jogos.
Esses anúncios provocaram críticas entre os jogadores, que especularam que a exclusão de recursos indiscutivelmente essenciais deveria ser deixada de fora para conteúdo pago para download, ou para fazer prazos apressados. A Maxis argumentou que "não foi possível incluir todos os recursos e conteúdos que adicionamos ao The Sims 3 nos últimos cinco anos", mas esclareceu que eles podem adicionar esses recursos de volta em algum momento do futuro. O produtor Graham Nardone atribuiu o sacrifício dos recursos de jogabilidade "padrão" a restrições de tempo, complexidade e distribuição de desenvolvedores, a falta comparativa de desenvolvedores disponíveis para algumas áreas de produção para outras áreas, bem como fatores de risco.
A produtora Rachel Franklin mais tarde reconheceu as preocupações dos jogadores em um post oficial no blog, explicando que a Maxis estava focada nas novas tecnologias principais do mecanismo de jogo do The Sims 4 e que os sacrifícios que a equipe teve que fazer foram uma "pílula difícil de engolir". Franklin afirmou que a equipe estava focada em "entregar a visão estabelecida para o The Sims 4", e estava focada nos novos recursos, como emoções dos Sims, bem como no modo Criar-um-Sim e Construção/Compra aprimorado. Portanto, os novos recursos desviaram o foco de outros recursos, como a adição de piscinas e o estágio de vida do Sim para bebês, que foram adicionados ao jogo por meio de atualizações gratuitas.

### Conteúdo e atualizações pós-lançamento
Em resposta às reclamações dos jogadores sobre recursos ausentes, a Maxis prometeu introduzir conteúdo adicional no The Sims 4 por meio de atualizações gratuitas. As atualizações para o jogo geralmente incluem correções de bugs e conteúdo adicionado. Recursos notáveis adicionados por meio de atualizações incluem piscinas, estágio de vida bebê do Sim, o mundo Newcrest, personalização de gênero no Criar-um-Sim, banheiras de hidromassagem e o sistema de calendário.
A Maxis começou a lançar pacotes de conteúdo para download pagos para o jogo a partir de 2015. Os pacotes de expansão se concentram em novos recursos importantes, com muitos objetos, roupas, estilos, mundos e estados de vida voltados para o tema principal do pacote. "Pacotes de jogo" também adicionam novos recursos, objetos, roupas, estilos, mundos e estados de vida, semelhantes aos pacotes de expansão, embora em menor escala. "Coleção de objetos" são pacotes de conteúdo menores que geralmente apenas adicionam objetos e recursos de jogabilidade menores. "Kits" são os menores pacotes de conteúdo, com cada kit focando exclusivamente na adição de itens do Modo Construção, itens no Criar-um-Sim ou adições ao jogo.
Uma versão de 64 bits do The Sims 4 foi lançada no jogo em 2015. A versão de 32 bits do jogo permaneceu incluída ao lado da versão de 64 bits, até a introdução da Edição Legacy em 2019. A Edição Legacy do The Sims 4 é mantida para fins de compatibilidade com versões anteriores, para PCs com Windows incapazes de executar a versão de 64 bits e Macs que não suportam a API de gráficos Metal. Ele não suporta pacotes de conteúdo lançados após Reino da Magia e não recebe mais atualizações de conteúdo.
A Maxis revelou uma nova marca para The Sims 4 em julho de 2019, apresentando logotipos redesenhados, cores de marca e uma nova interface de jogo. Todas as artes de caixa para o jogo base, pacotes de expansão, pacotes de jogo e coleção de objetos também foram redesenhados. Em 2021, a EA afirmou seu compromisso com o suporte de longo prazo para The Sims 4, por "dez anos, quinze anos ou mais", citando uma "mudança em toda a indústria de jogos para apoiar e nutrir nossas comunidades a longo prazo".

### Star Wars: Jornada para Batuu
Star Wars: Jornada para Batuu, o nono pacote de jogo para The Sims 4, foi anunciado em 27 de agosto de 2020. O anúncio do pacote de jogo foi recebido negativamente pelos jogadores, que acharam que ele despriorizou recursos que ainda estavam faltando no jogo, e indicou que este lançamento de pacote fazia parte do roteiro da Maxis para o jogo em 2020 e que a Maxis trabalhou nele por meses. Outros presumiram que era uma obrigação contratual dada a propriedade da EA da franquia de videogame Star Wars.
Uma enquete independente, realizada antes do lançamento do pacote, perguntou aos jogadores quais temas eles gostariam de ver nos futuros pacotes de conteúdo do The Sims 4; Star Wars ficou em último entre vinte e uma escolhas possíveis. A produtora executiva Lyndsay Pearson abordou as críticas em uma série de tweets em 1 de setembro de 2020, assumindo a responsabilidade de aprovar o pacote Star Wars, mas esclareceu que Maxis trabalha simultaneamente e ouve comentários sobre outros temas do jogo.

### Variedade de tons de pele
Desde seu lançamento, The Sims 4 vinha recebendo reclamações de jogadores sobre a falta de tons de pele realistas para os Sims, principalmente para os de pele mais escura. Amira Virgil, mais conhecida como Xmiramira, que desenvolve conteúdo personalizado para o jogo para Sims de pele mais escura, criticou a falta de opções de diversidade do jogo no Criar-um-Sim. Após sua aparição no reality show The Sims Spark'd, seus mods para tons de pele escuros adicionais para os Sims receberam maior atenção da mídia. Depois disso, Pearson postou um vídeo no Twitter em agosto de 2020, afirmando que a equipe de desenvolvimento corrigiria os artefatos visuais dos tons de pele atuais e traria novos tons de pele para o jogo.
Pearson reiterou ainda mais esses sentimentos em uma postagem no blog no site oficial do The Sims em setembro de 2020, afirmando que a equipe de desenvolvimento estava comprometida em expandir a representação no jogo. Atualizações de tons de pele para Sims foram introduzidas em uma atualização de dezembro de 2020, que inclui controles deslizantes ajustáveis que modificam o brilho das cores da pele, bem como muito mais predefinições de tons de pele. A Maxis consultou criadores de conteúdo personalizado, incluindo Xmiramira, durante o processo de criação da atualização. Controles deslizantes para maquiagem também foram introduzidos, então a maquiagem dos Sims combinaria melhor com os novos tons de pele.

### Preços no Brasil
Em 8 de novembro de 2017, cerca de dois dias antes do lançamento do pacote de expansão Gatos e Cães, a Electronic Arts reajustou o preço do The Sims 4 e seus conteúdos adicionais no Brasil, em relação ao dólar americano. Muitos fãs reclamaram e a empresa respondeu com uma redução momentânea dos preços. Porém em janeiro de 2019, os preços novamente foram reajustados sem aviso prévio, causando muita irritação entre jogadores e fãs da franquia. A hashtag "Preço Justo para o The Sims 4" chegou a figurar nos Trending Topics do Twitter, virando notícia em alguns portais sobre jogos, como IGN e Voxel, além de causar irritação entre fãs e YouTubers, que criaram petições e abaixo-assinados.

## Classificação indicativa
Em 9 de maio de 2014, foi reportado que o The Sims 4 havia sido classificado "+18" (proibido para crianças) na Rússia. Essa decisão foi baseada na forma como o jogo retrata os relacionamentos entre o mesmo sexo, contrariando a lei de propaganda LGBT da Rússia que proíbe retratações de "relacionamentos não-tradicionais" para crianças. Lançamentos anteriores da franquia The Sims tem sido rotineiramente classificadas como apropriadas para baixas idades; por exemplo, The Sims 3 e The Sims 4 foram considerados apropriados para crianças de 6 anos ou mais na Alemanha. No Japão e na Coreia do Sul, o jogo é classificado para adolescentes de 15 anos ou mais. Em muitos outros países europeus, como Espanha, Reino Unido, França, Polônia e Portugal, o jogo é classificado como PEGI 12, acima de 12 anos. No Brasil, The Sims 4 recebeu a classificação similar ao dos países europeus, conforme o DEJUS, o jogo é permitido para crianças acima de 12 anos.

## Conteúdo adicional
Desde 2015, o The Sims 4 tem recebido inúmeros conteúdos adicionais pagos (DLCs), que ampliam o escopo do jogo de diversas formas. Esses conteúdos adicionais pagos são divididos em quatro categorias: pacotes de expansão, pacotes de jogo, coleções de objetos, kits e kits de criadores. Pacotes de expansão são grandes pacotes de conteúdo, focados primariamente em novos recursos grandiosos relevantes a um tema. Pacotes de jogo são similares a expansões, porém incluem uma quantidade inferior de conteúdo. Coleções de objetos são pacotes menores, adicionando uma pequena quantidade de objetos e vestimentas. Kits e kits de criadores são os menores pacotes, sendo focados exclusivamente em objetos ou vestimentas.

### Pacotes de expansão
| #  | Nome                                   | Pasta de Referência (apenas PC) | Data de lançamento                                                                               | Descrição |
| -- | -------------------------------------- | ------------------------------- | ------------------------------------------------------------------------------------------------ | --- |
| 1  | Ao Trabalho Get To Work                | EP01                            | PC:- AN: 31 de março de 2015 - EU: 2 de abril de 2015 Console:- WW: 20 de março de 2018          | Permite que os Sims gerenciem seus próprios negócios e introduz três carreiras ativas: Médico, Detetive e Cientista, e adiciona o mundo de Magnolia Promenade, com 4 lotes de varejo. |
| 2  | Junte-se à Galera Get Together         | EP02                            | PC:- AN: 8 de dezembro de 2015 - EU: 10 de dezembro de 2015 Console:- WW: 11 de setembro de 2018 | O pacote se concentra em socializar, festejar, criar e gerenciar clubes, juntamente com um mundo de inspiração europeia chamado Windenburg. |
| 3  | Vida na Cidade City Living             | EP03                            | PC:- AN: 1 de novembro de 2016 - EU: 3 de novembro de 2016 Console:- WW: 14 de novembro de 2017  | Apresenta um mundo urbano chamado San Myshuno e permite que os Sims aluguem apartamentos, cantem karaokê e vão a festivais. |
| 4  | Gatos e Cães Cats & Dogs               | EP04                            | PC:- WW: 10 de novembro de 2017 Console:- WW: 31 de julho de 2018                                | Permite que os Sims possuam gatos e cães, juntamente com a capacidade de construir e gerenciar clínicas veterinárias. Ele adiciona um mundo chamado Brindleton Bay. |
| 5  | Estações Seasons                       | EP05                            | PC:- WW: 22 de junho de 2018 Console:- WW: 13 de novembro de 2018                                | Adiciona clima, estações, feriados e uma nova profissão de botânico. |
| 6  | Rumo à Fama Get Famous                 | EP06                            | PC:- WW: 16 de novembro de 2018 Console:- WW: 12 de fevereiro de 2019                            | Adiciona um sistema de celebridades, uma carreira de ator e um novo mundo voltado para a produção de filmes e Sims famosos. Adiciona um mundo chamado Del Sol Valley, inspirado em Los Angeles e Hollywood. |
| 7  | Ilhas Tropicais Island Living          | EP07                            | PC:- WW: 21 de junho de 2019 Console:- WW: 16 de julho de 2019                                   | O pacote se concentra no relaxamento, na vida na ilha, explorando o oceano de várias maneiras, desfrutando de várias atividades na praia e reintroduz sereias como um estado de vida jogável. |
| 8  | Vida Universitária Discover University | EP08                            | PC:- WW: 15 de novembro de 2019 Console:- WW: 17 de dezembro de 2019                             | Reintroduz a experiência universitária ao jogo e adiciona robôs, colegas de quarto, novas carreiras, o novo mundo do campus de Britechester, onde estão localizadas duas universidades rivais. |
| 9  | Vida Sustentável Eco Lifestyle         | EP09                            | - WW: 5 de junho de 2020                                                                         | O pacote se concentra em sustentabilidade, vida sustentável, energia renovável e artesanato. |
| 10 | Diversão na Neve Snowy Escape          | EP10                            | - WW: 13 de novembro de 2020                                                                     | Introduz atividades baseadas no inverno em um mundo baseado no Japão chamado Monte Komorebi. |
| 11 | Vida Campestre Cottage Living          | EP11                            | - WW: 22 de julho de 2021                                                                        | O pacote se concentra na vida no campo, na agricultura e em vários animais de fazenda, juntamente com um mundo rural inspirado na Inglaterra chamado Avelândia do Norte. |
| 12 | Vida no Ensino Médio High School Years | EP12                            | - WW: 28 de julho de 2022                                                                        | Introduz um novo mundo, colégio de ensino médio e novas atividades para adolescentes. |
| 13 | A Aventura de Crescer Growing Together | EP13                            | - WW: 16 de março de 2023                                                                        | O pacote introduz um novo mundo, San Sequoia, e diversas novas atividades e interações familiares para todas as idades. |
| 14 | Tomando as Rédeas Horse Ranch          | EP14                            | - WW: 20 de julho de 2023                                                                        | Acorde cedinho, observe o campo e saiba que todo o seu trabalho vale a pena. Passe os dias cuidando dos bichinhos para eles ficarem felizes e limpos, cortando Capim das Pradarias para alimentá-los, juntando Esterco de Cavalo para fertilizar plantas e produzindo Néctar para vender.                                                         |
| 15 | Aluga-se For Rent                      | EP15                            | - WW: 7 de dezembro de 2023                                                                      | Alugue unidades. |
| 16 | Paixão à Vista Lovestruck              | EP16                            | - WW: 25 de julho de 2024                                                                        | Namore. |
| 17 | Pé na Cova Life & Death                | EP17                            | - WW: 31 de outubro de 2024                                                                      | Morra. |
| 18 | Ócio e Negócios Businesses & Hobbies   | EP18                            | - WW: 6 de março de 2025                                                                         | Sims empreendedores podem transformar seus sonhos em negócios lucrativos. Gerencie seu próprio empreendimento, contrate funcionários e defina preços e regras. Explore dois novos passatempos: Tatuagem e Cerâmica. Abra um estúdio ou crie por diversão. A nova Ferramenta de Edição permite personalizar tatuagens. Adiciona o mundo Nordhaven. |
| 19 | Natureza Encantada Enchanted by Nature | EP19                            | - WW: 10 de julho de 2025                                                                        | Sims vivem ao ar livre, coletam recursos naturais, cultivam plantas em vasos e desenvolvem as habilidades de Apotecário e de Vida Natural. Podem se tornar fadas com poderes e aspirações específicas. Inclui os traços Amante de Plantas, Místico e Inconveniente, nova carreira de Naturopatia, itens decorativos e o mundo Innisgreen.         |

### Pacotes de jogo
| #  | Nome                                                      | Pasta de Referência (apenas PC) | Data de lançamento                                                   | Descrição |
| -- | --------------------------------------------------------- | ------------------------------- | -------------------------------------------------------------------- | --- |
| 1  | Retiro ao Ar Livre Outdoor Retreat                        | GP01                            | PC:- WW: 13 de janeiro de 2015 Console:- WW: 4 de dezembro de 2018   | Adiciona um novo mundo chamado Granite Falls. Os Sims podem passar férias ao ar livre em um parque nacional. Adiciona a habilidade Herbalismo, bem como roupas, objetos e interações de jogo relacionadas a atividades ao ar livre.                                                                               |
| 2  | Dia de Spa Spa Day                                        | GP02                            | PC:- WW: 14 de julho de 2015 Console:- WW: 18 de abril de 2019       | Adiciona o tipo de lote Spa. Adiciona massagem, meditação, banho de lama, saunas e ioga, bem como uma nova habilidade de Bem-Estar, bem como novas roupas, objetos e interações de jogos relacionadas a um spa.                                                                                                   |
| 3  | Escapada Gourmet Dine Out                                 | GP03                            | PC:- WW: 7 de junho de 2016 Console:- WW: 8 de janeiro de 2018       | Permite que os Sims visitem, construam e administrem seus próprios restaurantes. Os donos de restaurantes podem experimentar novos alimentos e empregar funcionários. Também inclui novas roupas e objetos relacionados a restaurantes.                                                                           |
| 4  | Vampiros Vampires                                         | GP04                            | PC:- WW: 24 de janeiro de 2017 Console:- WW: 14 de novembro de 2017  | Adiciona o estado de vida Vampiro, com diferentes poderes e fraquezas. Adiciona um mundo chamado Forgotten Hollow. Também inclui uma nova aspiração, características de lote e novas roupas e objetos relacionados aos vampiros.                                                                                  |
| 5  | Vida em Família Parenthood                                | GP05                            | PC:- WW: 30 de maio de 2017 Console:- WW: 19 de junho de 2018        | Permite que Sims adultos jovens e mais velhos controlem e moldem a vida de seus filhos ou adolescentes. Adições incluem acne e projetos escolares. Bebês, crianças e Sims adolescentes agora podem ser rebeldes com seus pais e outros irmãos. Os pais podem disciplinar os filhos sendo rigorosos ou carinhosos. |
| 6  | Aventuras na Selva Jungle Adventure                       | GP06                            | PC:- WW: 27 de fevereiro de 2018 Console:- WW: 4 de dezembro de 2018 | Adiciona um mundo de destino chamado Selvadorada. Inclui novas comidas, movimentos de dança, música, roupas e objetos relacionados à cultura latino-americana. Artefatos antigos e relíquias misteriosas podem ser escavados e examinados.                                                                        |
| 7  | StrangerVille                                             | GP07                            | PC: - WW: 26 de fevereiro de 2019 Console:- WW: 14 de maio de 2019   | Adiciona um mundo chamado StrangerVille. O mundo adiciona um enredo com um mistério a ser resolvido. Também inclui uma nova aspiração, roupas e objetos. |
| 8  | Reino da Magia Realm of Magic                             | GP08                            | PC: - WW: 10 de setembro de 2019 Console:- WW: 15 de outubro de 2019 | Adiciona um mundo chamado Glimmerbrook, com um local especial chamado Reino Mágico. Adiciona Feiticeiros, jogabilidade mágica, bem como objetos e roupas de estilo Art Nouveau. |
| 9  | Star Wars: Jornada para Batuu Star Wars: Journey to Batuu | GP09                            | PC: - WW: 8 de setembro de 2020 Console:- WW: 8 de setembro de 2020  | Adiciona um mundo de destino chamado Batuu com um enredo no estilo Star Wars. Adiciona novos tipos de alienígenas e outras roupas, objetos e personagens inspirados em "Star Wars". |
| 10 | Decoração dos Sonhos Dream Home Decorator                 | GP10                            | PC: - WW: 1 de junho de 2021 Console:- WW: 1 de junho de 2021        | Adiciona uma carreira ativa de decorador de interiores. Adiciona vários novos tipos de móveis, como assentos seccionais, fogões e fornos embutidos e torradeiras. |
| 11 | Histórias de Casamento My Wedding Stories                 | GP11                            | - WW: 23 de fevereiro de 2022                                        | Adiciona atividades de casamento ao jogo, bem como várias novas interações relacionadas a casamentos e namoro. |
| 12 | LobiSims Werewolves                                       | GP12                            | - WW: 16 de junho de 2022                                            | Adiciona LobiSims (Lobisomens) no jogo, bem como um novo mundo chamado Moonwood Mills. |

### Coleções de objetos
| #  | Nome                                         | Pasta de Referência (apenas PC) | Data de lançamento                                                    | Descrição |
| -- | -------------------------------------------- | ------------------------------- | --------------------------------------------------------------------- | --- |
| 1  | Festa Luxuosa Luxury Party Stuff             | SP01                            | PC:- WW: 19 de maio de 2015 Console:- WW: 5 de dezembro de 2017       | Inclui vários trajes e itens de festa de luxo, incluindo mesas de bufê e uma fonte de chocolate. |
| 2  | Terraço Perfeito Perfect Patio Stuff         | SP02                            | PC:- WW: 16 de junho de 2015 Console:- WW: 17 de novembro de 2017     | Inclui móveis de pátio, banheiras de hidromassagem, bem como novas roupas. |
| 3  | Cozinha Maneira Cool Kitchen Stuff           | SP03                            | PC:- WW: 11 de agosto de 2015 Console:- WW: 5 de dezembro de 2017     | Inclui balcões de cozinha, armários e eletrodomésticos, como uma sorveteira com mais de 30 sabores diferentes. |
| 4  | Assombroso Spooky Stuff                      | SP04                            | PC:- WW: 29 de setembro de 2015 Console:- WW: 2 de outubro de 2018    | Inclui trajes relacionados ao Dia das Bruxas, itens como teias de aranha e uma estação de escultura de abóboras e uma nova festa com tema assustador que os Sims podem dar.                                                                           |
| 5  | Noite de Cinema Movie Hangout Stuff          | SP05                            | PC:- WW: 12 de janeiro de 2016 Console:- WW: 19 de fevereiro de 2019  | Inclui roupas estilo boêmio, grandes televisões de cinema, filmes no jogo e uma máquina de pipoca. |
| 6  | Jardim Romântico Romantic Garden Stuff       | SP06                            | PC:- WW: 09 de fevereiro de 2016 Console:- WW: 6 de fevereiro de 2019 | Inclui objetos de jardim, como um poço dos desejos, uma fonte e plantas de jardim adicionais. |
| 7  | Quarto das Crianças Kids Room Stuff          | SP07                            | PC:- WW: 28 de junho de 2016 Console:- WW: 6 de fevereiro de 2018     | Inclui itens para quartos de crianças, incluindo novas camas, marionetes, um novo jogo e novos cabelos e roupas para crianças. |
| 8  | Diversão no Quintal Backyard Stuff           | SP08                            | PC:- WW: 19 de julho de 2016 Console:- WW: 22 de maio de 2018         | Inclui itens para o quintal, como escorregador e alimentadores de pássaros, e novos cabelos e roupas. |
| 9  | Glamour Vintage Vintage Glamour Stuff        | SP09                            | PC:- WW: 06 de dezembro de 2016 Console:- WW: 14 de novembro de 2017  | Inclui itens de estilo vintage, como uma penteadeira, novas roupas e cabelos inspirados em Old Hollywood e a possibilidade de contratar um mordomo.                                                                                                   |
| 10 | Noite de Boliche Bowling Night Stuff         | SP10                            | PC:- WW: 29 de março de 2017 Console:- WW: 12 de março de 2019        | Inclui pistas de boliche, com uma habilidade de boliche de acompanhamento. Permite que os jogadores construam hangouts de boliche para seus Sims visitarem.                                                                                           |
| 11 | Fitness Fitness Stuff                        | SP11                            | PC:- WW: 20 de junho de 2017 Console:- WW: 12 de março de 2019        | Inclui novos itens, como uma esteira de escalada, vídeos de treino, fones de ouvido e roupas esportivas adicionais. |
| 12 | Bebês Toddler Stuff                          | SP12                            | PC:- WW: 24 de agosto de 2017 Console:- WW: 22 de maio de 2018        | Inclui novos equipamentos de playground e roupas adicionais para bebês. |
| 13 | Dia de Lavar as Roupas Laundry Day Stuff     | SP13                            | PC:- WW: 16 de janeiro de 2018 Console:- WW: 22 de maio de 2018       | Inclui um sistema de lavanderia, com objetos como máquinas de lavar e outros itens relacionados à lavanderia. |
| 14 | Meu Primeiro Bichinho My First Pet Stuff     | SP14                            | PC:- WW: 13 de março de 2018 Console:- WW: 31 de março de 2020        | Inclui hamster, rato, ouriço pigmeu ou bubalus em miniatura como novos animais de estimação. O pacote de expansão Gatos e Cães é necessário para utilizar todos os novos itens e é o primeiro pacote de coisas a exigir outro conteúdo para download. |
| 15 | Moschino Moschino Stuff                      | SP15                            | PC:- WW: 13 de agosto de 2019 Console:- WW: 3 de setembro de 2019     | Novas roupas e decoração inspiradas em Moschino, e apresenta a carreira de fotógrafo de moda autônomo. |
| 16 | Vida Compacta Tiny Living Stuff              | SP16                            | PC:- WW: 21 de janeiro de 2020 Console:- WW: 4 de fevereiro de 2020   | Inclui móveis compactos, como camas embutidas e desafios de jogabilidade de casa pequena. |
| 17 | Truques de Tricô Nifty Knitting Stuff        | SP17                            | - WW: 28 de julho de 2020                                             | Apresenta um novo sistema e habilidade de tricô no qual você pode tricotar roupas para seus Sims e vender objetos de tricô em uma loja online de compartilhamento de artesanato no jogo, Plopsy, e adiciona cadeiras de balanço.                      |
| 18 | Sobrenatural Paranormal Stuff                | SP18                            | - WW: 26 de janeiro de 2021                                           | Apresenta a habilidade média, o ramo autônomo de investigador paranormal, casas assombradas e Ossilda. |
| 19 | Chef em Casa Home Chef Hustle Stuff          | SP46                            | - WW: 28 de setembro de 2023                                          | Adiciona novos objetos de cozinha como batedeira, máquina de waffle e forno de pizza. Uma barraca de comida e roupas. |
| 20 | Criações Cristalinas Crystal Creations Stuff | SP49                            | - WW: 29 de fevereiro de 2024                                         | Adiciona a nova habilidade gemologia, que se concentra na criação de joias e outras interações em torno de cristais. |

### Kits
| #  | Nome                                              | Pasta de Referência (apenas PC) | Data de lançamento           | Descrição |
| -- | ------------------------------------------------- | ------------------------------- | ---------------------------- | --- |
| 1  | Moda Retrô Throwback Fit Kit                      | SP20                            | - WW: 2 de março de 2021     | Roupas esportivas inspiradas nos anos 90. |
| 2  | Cozinha Campestre Country Kitchen Kit             | SP21                            | - WW: 2 de março de 2021     | Objetos e decorações de cozinha em estilo campestre. |
| 3  | Faxina Fantástica Bust The Dust Kit               | SP22                            | - WW: 2 de março de 2021     | Aspiradores de pó e sistema de poeira. |
| 4  | Oásis no Quintal Courtyard Oasis Kit              | SP23                            | - WW: 18 de maio de 2021     | Decoração em estilo marroquino para centro doméstico. |
| 5  | Loft Industrial Industrial Loft Kit               | SP25                            | - WW: 26 de agosto de 2021   | Decoração de loft industrial inspirada no Brooklyn. |
| 6  | Incheon nas Alturas Incheon Arrivals Kit          | SP26                            | - WW: 5 de outubro de 2021   | Moda contemporânea inspirada em Seul. |
| 7  | Moda Street Fashion Street Kit                    | SP24                            | - WW: 5 de outubro de 2021   | Roupas e joias inspiradas em Mumbai. |
| 8  | Decoração Botânica Blooming Rooms Kit             | SP29                            | - WW: 9 de novembro de 2021  | Plantas de interior e vegetação para interiores de casa. |
| 9  | Moda Masculina Moderna Modern Menswear Kit        | SP28                            | - WW: 2 de dezembro de 2021  | Moda moderna para Sims masculinos, em colaboração com o estilista britânico de moda masculina Stefan Cooke e o Conselho Britânico de Moda. |
| 10 | Moda Bloco de Carnaval Carnaval Streetwear Kit    | SP30                            | - WW: 3 de fevereiro de 2022 | Roupas e acessórios inspirados no Carnaval do Brasil, produzido em colaboração com o cantor e drag queen Pabllo Vittar. |
| 11 | Decoração Exuberante Décor to the Max Kit         | SP31                            | - WW: 21 de março de 2022    | Objetos e roupas com estampas, formas e cores excêntricas. |
| 12 | Noite Chique Moonlight Chic Kit                   | SP32                            | - WW: 26 de maio de 2022     | Moda inspirada em Paris, produzido em colaboração com a criadora parisiense Paola Locatelli. |
| 13 | Acampamento no Quintal Little Campers Kit         | SP33                            | - WW: 26 de maio de 2022     | Objetos de acampamento para crianças. |
| 14 | Minimoda First Fits Kit                           | SP34                            | - WW: 1 de setembro de 2022  | Uma vida inteira de escolhas fashionistas começam quando você se torna criança e pode se vestir sem ajuda. Dê a miniSims mais possibilidades para se expressarem com roupas que irão querer usar quando crescerem, como jaquetas de oncinha, leggings estampadas e peças com cores incríveis. |
| 15 | Paraíso Desértico Desert Luxe Kit                 | SP35                            | - WW: 14 de setembro de 2022 | Esta coleção utiliza cores neutras inspiradas nas paisagens naturais do deserto do sudoeste e em materiais como pedra e madeira. |
| 16 | Tons Pastel Pastel Pop Kit                        | SP36                            | - WW: 10 de novembro de 2022 | Esta coleção disponibiliza cadeiras de coração, espelhos com formato de poças d'água e ainda mais maneiras de incorporar extravagâncias ao design do dia a dia. |
| 17 | Bazar Para Casa Everyday Clutter Kit              | SP37                            | - WW: 10 de novembro de 2022 | Uma capinha de celular na cor preferida de seu Sim, uma pilha de livros e jogos posicionada no canto da sala de estar, um arranjo criativo de figuras – esta coleção inclui toques pessoais delicados que deixarão a casa de qualquer Sim com cara de lar. |
| 18 | Moda Íntima Simtimates Collection Kit             | SP38                            | - WW: 19 de janeiro de 2023  | Bodies rendados, vários estilos de roupas de baixo e boxers com estampas divertidas transformarão o quarto de seus Sims em uma passarela. |
| 19 | Banho e Higiene Bathroom Clutter kit              | SP39                            | - WW: 19 de janeiro de 2023  | Este kit tem algo interessante para todo mundo: de graciosos decalques de parede infantis a dentaduras de vovós. |
| 20 | Estufa Paradisíaca Greenhouse Haven Kit           | SP40                            | - WW: 20 de abril de 2023    | Este kit inclui itens de construção elaborados para criar a estrutura de estufa perfeita. |
| 21 | Tesouros do Porão Basement Treasures Kit          | SP41                            | - WW: 20 de abril de 2023    | Às vezes, é explorando o porão que encontramos grandes preciosidades. Elas podem parecer um tanto quanto surradas, mas ainda são aproveitáveis e têm muita personalidade. |
| 22 | De Volta ao Grunge Grunge Revival Kit             | SP42                            | - WW: 1 de junho de 2023     | Não importa se as roupas foram garimpadas ou herdadas, pois estas peças desleixadas e os jeans gastos agora estão nas suas mãos, e você pode produzir estilos novos para todo tipo de corpo. |
| 23 | Canto da Leitura Book Nook Kit                    | SP43                            | - WW: 1 de junho de 2023     | Disponha decorações e estantes empilháveis da maneira que melhor se adequar ao estilo dos seus Sims, seja, por exemplo, com uma namoradeira que receba muita luz ou um ambiente escondido e confortável em um canto. |
| 24 | Estrela da Piscina Poolside Splash Kit            | SP44                            | - WW: 7 de Setembro 2023     | Chame a atenção à beira da piscina com roupas de banho alegres e divertidas . As estampas coloridas e os cortes estilosos desta coleção foram feitos para complementar vários tons de pele e tipos de corpos. |
| 25 | Luxo Moderno Modern Luxe Kit                      | SP45                            | - WW: 7 de Setembro 2023     | Escolha móveis modernos e confortáveis que passem uma mensagem de sucesso. |
| 26 | Ousadia Gótica Goth Galore Kit                    | SP48                            | - WW: 18 de janeiro de 2024  | Incorpore a escuridão com novos estilos góticos. Você votou neste kit, agora prepare-se para vestir seus Sims com moda inspirada na cena gótica contemporânea, com malha, couro e aquela maquiagem melancólica característica. |
| 27 | Era dos Castelos Castle Estate Kit                | SP47                            | - WW: 18 de janeiro de 2024  | Capture a grandeza clássica de um castelo. Esta coleção votada pela comunidade apresenta paredes de pedra, vidro com chumbo e tudo o que você precisa para criar o cenário dramático perfeito para sua próxima história. |
| 28 | Herança Urbana Urban Homage Kit                   | SP50                            | - WW: 18 de abril de 2024    | Desfila ousadamente para o presente com estilos icônicos. O simmer Ebonix colaborou em cada detalhe desta coleção que apresenta cores expressivas, padrões marcantes e acessórios que inspiram confiança. |
| 29 | A Festa é Sua Party Essentials Kit                | SP51                            | - WW: 18 de abril de 2024    | Coordene sua decoração para criar a atmosfera perfeita para a festa. Crie o clima com decorações combinando que vêm em amostras perfeitas para qualquer festa que você queira dar, além de uma bola de discoteca para adicionar um pouco de brilho e uma máquina de fumaça para adicionar um pouco de mistério. |
| 30 | Retiro na Riviera Riviera Retreat Kit             | SP52                            | - WW: 30 de maio de 2024     | Passe o verão quente dos seus Sims relaxando em uma piscina cênica e isolada. Crie um oásis tranquilo que seu Sim (e seu novo amor) nunca mais vai querer deixar com texturas de estuque e recursos hídricos que combinam com a natureza ao redor. |
| 31 | Bistrô Aconchegante Cozy Bistro Kit               | SP53                            | - WW: 30 de maio de 2024     | Este kit adiciona ao jogo elementos inspirados em bistrôs aconchegantes, oferecendo opções de decoração que incluem toldos charmosos, móveis clássicos e detalhes que criam uma atmosfera acolhedora. Os itens são projetados para ambientes elegantes e descontraídos, ideais para encontros sociais, jantares românticos ou momentos tranquilos degustando Néctar em um cenário intimista. |
| 32 | Quarto Infantil das Fábulas Storybook Nursery Kit | SP55                            | - WW: 19 de setembro de 2024 | Esta coleção, inspirada em contos de fadas e na elegância clássica, traz brinquedos delicados, papéis de parede encantadores, móbile, casa de bonecas tradicional, móveis ornamentados como prateleiras e trocador, além de itens clássicos como berço com dossel e candelabro. |
| 33 | Estúdio Artístico Artist Studio Kit               | SP54                            | - WW: 19 de setembro de 2024 | Ofereça novas formas de expressão criativa com cavalete, tablet e mesa de carpintaria. Use referências, cenários e adereços para inspirar. Decore o estúdio com tintas espalhadas, paletas, pincéis e cadernos, trazendo um toque artístico ao ambiente. |
| 34 | Festa do Pijama Sweet Slumber Party Kit           | SP56                            | - WW: 14 de novembro de 2024 | Escolha entre pijamas confortáveis ou elegantes trajes de seda para noites relaxantes. Complete o visual com acessórios como fitas para cravos, máscaras para os olhos e adesivos de espinha em formato de estrela. |
| 35 | Universo Kitsch Cozy Kitsch Kit                   | SP57                            | - WW: 14 de novembro de 2024 | Decore com uma lareira artificial elegante, rádio retrô, sofá de cotelê aconchegante, artes modernas e uma placa de neon. Misture móveis elegantes do estilo meio do século com peças vintage exclusivas. |
| 36 | Refúgio Secreto Secret Sanctuary Kit              | SP59                            | - WW: 16 de janeiro de 2025  | Este kit combina moda icônica e decoração luxuosa com 14 itens do Criar um Sim e 12 objetos de Construção. Inspirado na personagem Laura Caixão (Bella Goth, no original), oferece móveis sofisticados como uma elegante penteadeira antiga e um charmoso conjunto de chá, além de um esconderijo secreto atrás de uma estante. As roupas refletem a elegância italiana com silhuetas clássicas e um estilo refinado, como se escolhidas a dedo por alguém com gosto requintado.                                                                      |
| 37 | Cantinho Gamer Comfy Gamer Kit                    | SP58                            | - WW: 16 de janeiro de 2025  | Este kit traz 30 itens que personalizam o espaço de jogos, incluindo uma cadeira confortável, uma escrivaninha espaçosa e acessórios temáticos. Decorações como plantas, bugigangas e cubículos para exibir itens preciosos, além de referências a The Sims, como a mini planta-vaca e a mini biblioteca de queijo quente, criam um ambiente aconchegante e criativo. Desenvolvido em colaboração com Lilsimsie. |
| 38 | Aspirante a Casanova Casanova Cave Kit            | SP60                            | - WW: 16 de janeiro de 2025  | Inspirado no estilo de Don Lotário (no Brasil) ou Damião Lotário (em Portugal) (Don Lothario, no original), este kit híbrido inclui 14 itens do Criar um Sim e 12 objetos de Construção, com foco em moda masculina descontraída e decoração moderna. Oferece uma TV enorme de última geração, móveis estilosos como um sofá de couro adorado e uma mesa de cartas, criando o ambiente perfeito para noites tranquilas ou emocionantes encontros. As roupas masculinas unem alta qualidade e um estilo polido, com detalhes discretamente despojados. |
| 39 | Ambiente Requintado Refined Living Room Kit       | SP61                            | - WW: 30 de janeiro de 2025  | Renove a sala de estar dos seus Sims com uma combinação de móveis modernos e retrô. Com detalhes únicos, o ambiente ficará digno de um catálogo de design. Desenvolvido em colaboração com Pierisim. |
| 40 | Elegância Corporativa Business Chic Kit           | SP62                            | - WW: 30 de janeiro de 2025  | Adicione sofisticação ao estilo dos seus Sims com trajes impressionantes. Desde ternos sob medida até vestidos elegantes, as peças trazem um toque profissional e refinado para qualquer Sim. Desenvolvido em colaboração com Madlen. |